# Akka (ort)
Akka (arabiska: اقا) är en stad i Marocko. Den ligger i provinsen Tata och regionen Souss-Massa, 500 km söder om huvudstaden Rabat. Antalet invånare var 6 870 vid folkräkningen 2014.